# Pojegi (stacja kolejowa)
Pojegi (lit. Pagėgiai) – węzłowa stacja kolejowa w miejscowości Pojegi, w rejonie pojeskim, w okręgu tauroskim, na Litwie. Węzeł linii z Kretyngi (Kłajpedy) i z Radziwiliszek z linią do Sowiecka. Jest to litewska stacja graniczna na granicy z Rosją.
Stacja powstała w XIX w. na kolei tylżycko-kłajpedzkiej. W okresie przynależności tych terenów do Niemiec nosiła nazwę Pogegen.